# Abdelmadjid Mada
Abdelmadjid Mada, född 6 april 1953, är en algerisk friidrottare. Han deltog vid olympiska sommarspelen 1980.